# Karl Heinrich von Gleichen

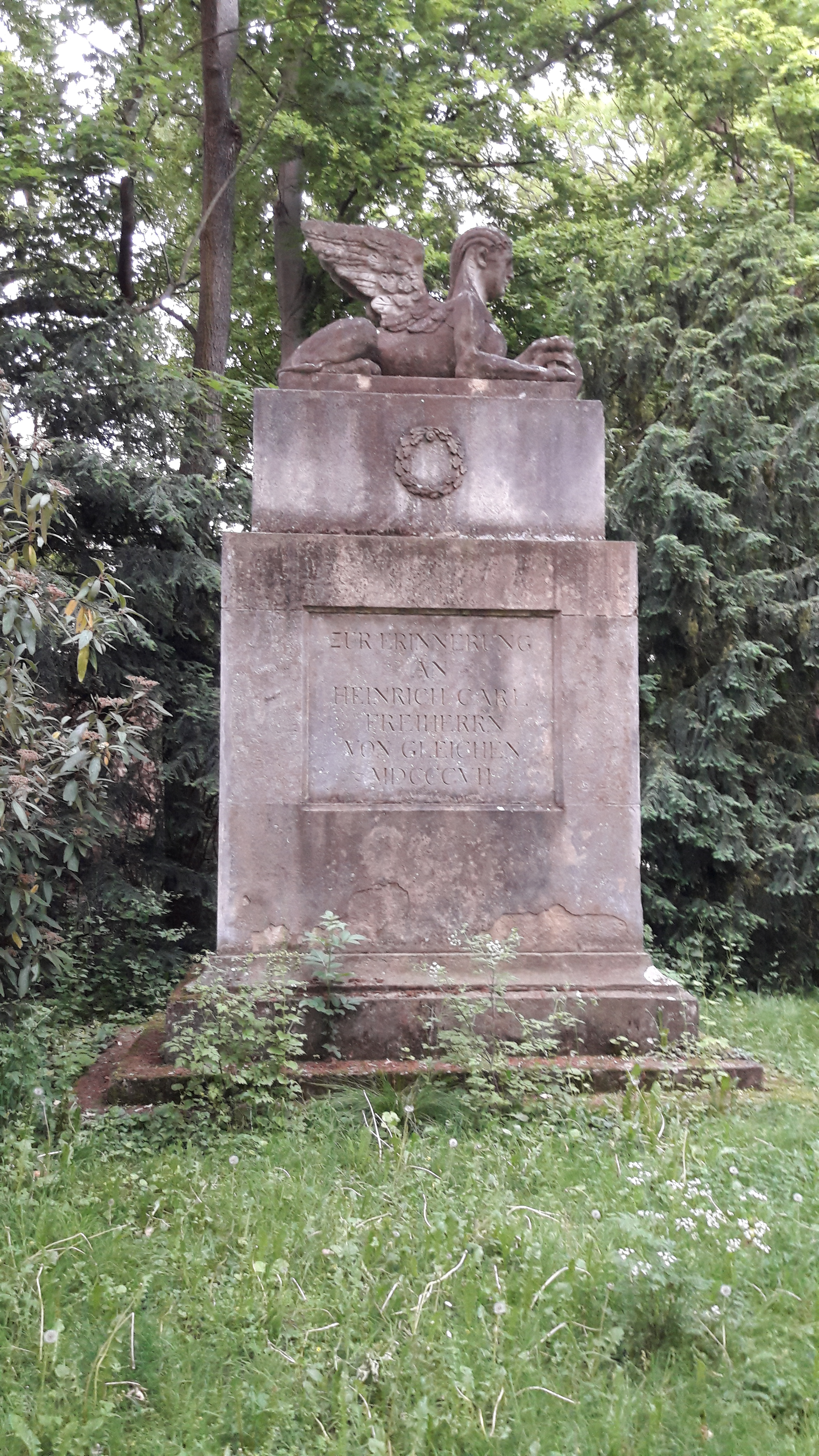
Denkmal von Karl Heinrich von Gleichen bei Schloss St. Emmeram

Karl Heinrich Freiherr von Gleichen (* 1733 in Nemmersdorf, Markgrafentum Brandenburg-Bayreuth; † 5. April 1807 in Regensburg) war ein deutscher Diplomat, der in Europa vielfältige Aufgaben als Botschafter übernahm. So war er unter anderem auch als Gesandter des Königs von Dänemark tätig an den königlichen Höfen in Paris, Madrid und Neapel. Seinen Lebensabend verbrachte Gleichen in Regensburg, wo er häufig die parkartig angelegte Fürst-Anselm-Allee besuchte und dort, an einem Stammplatz sitzend, viel Zeit verbrachte mit gelehrten Gesprächen aber auch mit einfachen Parkbesuchern, denen er häufig finanzielle Wohltaten zukommen ließ.
Wahrscheinlich entstanden dort in der Park-Allee auch die von dem hochgebildeten Mann hinterlassenen schriftlichen Memoiren, in denen seine Erlebnisse und Erfahrungen geschildert werden. Heute ist sein ehemaliger Stammplatz in der Allee gekennzeichnet durch ein 1807 nach seinem Tod entstandenes Denkmal. Das Denkmal zeigt auf einem mehrfach gestuften Sockel, oben geziert mit einem vergoldeten Eichenkranz, die Figur einer ruhenden Sphinx. Mittig befindet sich die Inschrift: „Zur Erinnerung an Heinrich Carl Freiherr von Gleichen“ Der Hintergedanke zu der Sphinx-Figur könnte zu finden sein in einer seiner philosophischen Schriften mit dem Titel : Metaphysische Ketzereien, oder Versuche über die verborgensten Gegenstände der Weltweisheit und ihre Grundursachen (erschienen 1791). Als Buchschmuck stellt die Titelvignette dieses Werks eine Sphinx dar.

## Leben
Freiherr von Gleichen stammte aus dem Markgraftum Bayreuth und war der einzige Sohn des Oberjägermeisters des Markgrafen von Bayreuth Ernst von Gleichen und seiner Ehefrau Cordula Barbara, geborene Domlin von Kronenschild. Sein Vater stammte aus dem thüringischen Freiherrengeschlecht Gleichen. Der Sohn Gleichen studierte um 1750 in Leipzig (wo er Christian Fürchtegott Gellert kennenlernte und sich mit ihm befreundete). Dann war er zunächst als Kammerjunker in Diensten des Markgrafen von Bayreuth. 1753 besuchte er mit dem befreundeten Dichter Johann Friedrich von Cronegk erstmals Paris und knüpfte Kontakte unter anderem mit Madame de Graffigny. 1755 begleitete er den Markgrafen und die Markgräfin nach Italien, wurde 1755 Kammerherr der Markgräfin Wilhelmine von Bayreuth, deren Vertrauen er fortan genoss und sie auf Reisen begleitete. 1756 kam es auf einer dieser Reisen zu einem Zwischenfall. Von Gleichen war in Begleitung der Markgräfin nach Rom geschickt worden, um Kunstwerke zu erwerben und beim Papst vorstellig zu werden. In Rom waren beide bei dem späteren französischen Außenminister Étienne-François de Choiseul in dessen Villa in Frascati eingeladen. Dort stellte Gleichen den Gastgeber Choiseul scharf zur Rede, als dieser eine spöttische Bemerkung über die Markgräfin machte. Die Ehefrau von Choiseul besänftigte den ausgebrochenen Konflikt und danach genoss von Gleichen auch das Vertrauen und die Freundschaft des Hausherren Choiseul, in dessen Kreis in Paris er sich später häufig einfand. Befreundet war er danach auch mit der Ehefrau von Choiseul und mit weiteren Mitgliedern des Kreises, wie dem Abbé Barthelemy. 1758 kehrte Gleichen über Genf und Avignon nach Bayreuth zurück und wurde noch im selben Jahr auf Empfehlung von Choiseul Gesandter des Markgrafen in Paris. Auf Empfehlung des Außenministers Choiseul wurde Gleichen 1760 auch Gesandter Dänemarks in Madrid und schied nach Vereinbarung einer Pension und „in Gnaden“ aus Bayreuther Diensten. Fortan durfte er den Titel eines Barons tragen (All diese Zugeständnisse waren Folge eines von Choiseul veranlassten Schreibens von Ludwig XV. an den Markgrafen, den er bei dieser Gelegenheit „Cousin“ nannte). 1759 besuchte Gleichen vor Antritt seines Diplomatenpostens auch Kopenhagen und wurde 1763 dänischer Botschafter in Paris. Es gelang ihm, die nach dem Frieden von Hubertusburg zugesagten Gelder von Frankreich an Dänemark zur Auszahlung zu bringen. Dank von Gleichen verlief erfolgreich auch der Besuch des dänischen Königs Christian VII. in Paris 1768 (in Begleitung des Ministers Johann Hartwig Ernst von Bernstorff und von Johann Friedrich Struensee). Bei dieser Gelegenheit erhielt Gleichen den Danebrog-Orden. Allerdings erregte Gleichen das Missfallen von Bernstorff, der ihn 1770 abberief und als dänischen Gesandten im Juli nach Neapel versetzte. 1771 gab man in Dänemark allerdings diesen diplomatischen Posten auf. Gleichen hatte sich in Neapel mit Ferdinando Galiani befreundet und überlegte eine Weile, ganz dort zu bleiben. Seine Zukunftspläne in Frankreich endeten mit dem Sturz von Choiseul. Eine Pension wollte man ihm in Dänemark nur zahlen, wenn er sich dort niederließ. Gleichen war aber durch sein Erbe (sein Vater war 1761 verstorben und er war Alleinerbe) nicht darauf angewiesen und unabhängig. Er bereiste 1771 bis 1779 die Schweiz, Italien, die Niederlande, England und Frankreich. Unter anderem besuchte er auch seinen Freund Choiseul auf dessen Landsitz Chateloup. In Paris verkehrte er im Salon der Madame Du Deffand und der Madame Geoffrin und verkehrte mit Buffon, Marmontel, Denis Diderot, d’Alembert und Holbach und besuchte mehrfach Voltaire in Ferney sowie Jean-Jacques Rousseau. In England lernte Gleichen Horace Walpole kennen und im heutigen Nordrhein-Westfalen Frans Hemsterhuis und Friedrich Heinrich Jacobi.
1779 nahm Gleichen seinen Wohnsitz in der Reichsstadt Regensburg, die ihn wegen des damaligen hoch gebildeten Landesfürstens Karl Theodor von Dalberg und wegen der Anwesenheit von Reichstagsgesandten und anderen Diplomaten anzog. Gelegentlich nahm Gleichen auch seine Reisen wieder auf.
In seinen Memoiren schilderte er unter anderem den Grafen von Saint-Germain, den er in Paris sehr gut kennengelernt hatte, da sein Auftreten ihn faszinierte (er folgte ihm ein halbes Jahr). Er porträtierte auch Alessandro Cagliostro, Louis Claude de Saint-Martin und Johann Caspar Lavater. Allgemein interessierte er sich für Geisterseherei und Magie und veröffentlichte darüber zwei Bücher in unbeholfenem Deutsch (das im Gegensatz zu seinem vollendeten Französisch steht). Er warnte davor allerdings vor Ausartungen der Freimaurerei und des Rosenkreuzertums (und lobte die Loge der Amis Reunis in Paris als Ausnahme). Er selbst gehörte der Freimaurerloge der Amis Reunis (gegründet 1773) an, ebenso wie den Illuminati. In Bezug auf Geisterseherei teilte er auch ein Interesse mit der Markgräfin von Bayreuth. Walpole lobte seine Rechtschaffenheit, rügte aber auch eine gewisse Oberflächlichkeit Gleichens (mit dem Bonmot, dass Gleichen im Bemühen, den Dingen auf den Grund zu gehen, in einem Löffel Wasser ertränke).
Gleichen war in Regensburg eine vielen Menschen bekannte Persönlichkeit. Bei seinem Stammplatz in der Fürstenallee nahe Schloss St. Emmeram und nahe dem Emmeramer Tor wurde ihm das Sphinx-Denkmal dort gesetzt, wo er viel Zeit verbrachte und häufig arme Regensburger Bürger mit Geldgeschenken bedachte. Überliefert sind auch Versuche ihn zu betrügen, was er aber jungen Burschen nicht übelnahm, wenn sie es geschickt anstellten. Schwer betroffen und angeblich zu Tode gekränkt war Gleichen, als sein Vermögensverwalter Selbstmord beging, nachdem sich herausgestellt hatte, dass er Gleichen schwer betrogen und nicht darauf vertraut hatte, dass Gleichen ihm großmütig verzeihen könnte, wozu Gleichen durchaus bereit gewesen wäre. Gleichen starb im April 1807 und hinterließ den städtischen Armen beider Konfessionen in seinem Testament eine beträchtliche Geldsumme, über deren Verteilung sogar eine Druckschrift erschien. Auch seine Bediensteten wurden bedacht und als großer Tierfreund vergaß er auch seine Hunde nicht.
Sein Cousin Wilhelm Friedrich von Gleichen-Rußwurm  (1717–1783) war Oberstallmeister des Markgrafen von Bayreuth und Biologe.

## Schriften
- Denkwürdigkeiten des Barons Carl Heinrich von Gleichen. Hirschfeld, Leipzig 1847[2] (Archive)
  - eine erste französische Ausgabe (die Memoiren sind im Original in Französisch) erschien 1813: Mémoires de M. le Baron de Gleichen Ministre de Danemark à differentes cours depuis 1760–1771. (Herausgeber A. W. , das ist der Graf Alexander von Westerholt), J. E. Seidel, Sulzbach 1813.
  - Souvenirs de Charles Henri Baron de Gleichen. Techenot, Paris 1868 (Vorwort Paul Grimblot, Übersetzung der deutschen Ausgabe von 1847 mit Übernahme der originalen französischen Texte)
- Metaphysische Kezereien oder Versuche über die verborgensten Gegenstände der Weltweisheit und ihre Grundursachen. 2 Bände, 1791/92
- Schöpfung durch Zahlen und Worte. Etwas über Magie, Cabala und geheime Gesellschaften von dem Herrn Verfasser der Metaphysischen Kezereien. 1792